# Whores Moaning
Whores Moaning je EP americké rockové kapely Sonic Youth vydané v únoru roku 1993. Bylo vydané speciálně pro Austrálii a Nový Zéland, podobně jako tomu bylo u EP Hormoaning od Nirvany předešlý rok, tedy roku 1992.

## Skladby
1. "Sugar Kane" – 5:03
2. "Personality Crisis" – 3:50
3. "The End Of The End Of The Ugly" – 4:12
4. "Is It My Body" – 2:53
5. "Tamra" – 8:53